# Chiedo la parola
Chiedo la parola (Прошу слова) è un film del 1975 diretto da Gleb Anatol'evič Panfilov.

## Trama
Il film racconta di una donna forte, Elizaveta Uvarova, che diventa presidente del comitato esecutivo della città di Zlatograd.